# Alejandro Mancuso
Alejandro Mancuso (4 de setembre de 1968) és un exfutbolista argentí.

## Selecció de l'Argentina
Va formar part de l'equip argentí a la Copa del Món de 1994.